# رود سوينكلس
رود سوينكلس (بالهولندية: Ruud Swinkels)‏ (23 فبراير 1987 في هولندا - ) هو لاعب كرة قدم هولندي في مركز حراسة المرمى. لعب مع إف سي آيندهوفن وفيلم تو تيلبورغ ونادي آيندهوفن ونادي كامبور.

## وصلات خارجية
- رود سوينكلس على موقع قاعدة بيانات كرة القدم.إي يو (الإنجليزية)
- رود سوينكلس على موقع عالم كرة القدم.نت (الإنجليزية)
- رود سوينكلس على موقع AS.com (الإسبانية)